# Malin Reuterwall
Malin Reuterwall, född den 10 december 1990, är en svensk fotbollsspelare (målvakt) som sedan säsongen 2011 spelar i Umeå IK. Hennes moderklubb är Västerås BK 30. Hon har hittills spelat 48 damallsvenska matcher för Umeå IK, samtliga från start. Reuterwall har vid flera tillfällen tagits ut i den svenska landslagstruppen.